# Causses de Vers
Causses de Vers es un cultivar de higuera de tipo higo común Ficus carica autofértil, unífera es decir de una sola cosecha por temporada los higos de verano-otoño, de higos con epidermis de color púrpura-negro con sobre color ausente. Muy cultivado en la región de Lot, Francia.

## Sinonimia
- „sin sinónimo“ [5][6]

## Historia
Esta variedad de higuera tiene su origen en el departamento francés de Lot, situado en la parte sur del país, desde el 1 de enero de 2016, perteneciente a la nueva región de Occitania (antes a la ahora desaparecida Mediodía-Pirineos).

## Características
La higuera 'Causses de Vers' tiene un porte semierecto, moderadamente vigoroso, fértil, hojas de 3 a 5 lóbulos (en este caso los lóbulos 2,3 y 4 anchos y grandes y los nº 1 y 5 más pequeños): es una variedad unífera de tipo higo común, de producción solamente de higos
Los higos 'Causses de Vers' tienen forma ovalada, de epidermis con color de fondo púrpura negro, con sobre color ausente. La carne (mesocarpio) de un grosor de tamaño mediano con color rosado, sin cavidad interna, su pulpa es de color naranja-rojo muy dulce y azucarada.
El olor es elegante, ligeramente intenso con notas vegetales y afrutadas.
Los higos tienen un pedúnculo largo, con un diámetro variable pero bastante simétricos en la forma; presentan abundantes grietas longitudinales. Maduran a mediados de septiembre.
Apta para consumo en fresco. Son muy susceptibles a la apertura del ostiolo, al agriado y de resistencia baja al transporte.

## El cultivo de la higuera
Los higos 'Causses de Vers' son aptos para la siembra con protección en USDA Hardiness Zones 7 a más cálida, su USDA Hardiness Zones óptima es de la 8 a la 10. Producirá mucha fruta durante la temporada de crecimiento. El fruto de este cultivar es de tamaño mediano a pequeño y rico en aromas.
Se cultiva en Francia y debido a su apariencia, en jardines de todo el mundo donde su cultivo es posible.